# Vườn quốc gia khu vực phá Tây Pomerania
Vườn quốc gia khu vực phá Tây Pomerania  (Nationalpark Vorpommersche Boddenlandschaft) là vườn quốc gia lớn nhất Mecklenburg-Vorpommern, tọa lạc ở bờ Biển Baltic. Vườn quốc gia này bao gồm nhiều bán đảo, đảo và đầm phá ven biển Baltic, thuộc huyện Vorpommern-Rügen.
Vườn quốc gia này gồm bán đảo Darß, bờ biển phía tây của đảo Rügen, đảo Hiddensee, Ummanz cùng nhiều đảo nhỏ và đầm phá khác. Với diện tích 805 km², đây là nơi có hệ động vật biển độc đáo và là nhà của nhiều loài chim biển, bao gồm sếu và ngỗng.